# Tiborjánc
Tiborjánc (horvátul: Tiborjanci) falu Horvátországban, Eszék-Baranya megyében. Közigazgatásilag Belistyéhez tartozik.

## Fekvése
Eszéktől légvonalban 29, közúton 35 km-re északnyugatra, községközpontjától légvonalban 5, közúton 6 km-re nyugatra, a Szlavóniai-síkság szélén, a Karasica jobb partja közelében fekszik. Határában halad át az Eszéket Szalatnokkal összekötő főút.

## Története
A korabeli írásos források szerint a település már a középkorban is létezhetett. 1407-ben Nekcse várának tartozékai között említenek egy „Tiboryovch” nevű birtokot, mely azonos lehet a mai településsel. Nevével kapcsolatban a helyi hagyományban két elképzelés él. Az egyik szerint neve még a római időkből, Tiberius római császár nevéből származik, míg mások Szent Tiburciusszal hozzák kapcsolatba.
1543-ban Valpó várával egyidejűleg foglalta el a török. A török uralom idején kálvinista magyarokat telepítettek ide. Ebben az időben 8 ház állt a településen. Utolsó ura egy Hasszán nevű török volt. 1687-ben szabadult fel a török uralom alól. A valpói uradalom részeként kamarai birtok volt, majd 1721. december 31-én III. Károly az uradalommal együtt Hilleprand von Prandau Péter bárónak adományozta.
Az első katonai felmérés térképén „Tiboriancze” néven található. Lipszky János 1808-ban Budán kiadott repertóriumában „Tiborjanczi” néven szerepel. Nagy Lajos 1829-ben kiadott művében „Tiborjancze” néven 59 házzal, 336 katolikus vallású lakossal találjuk.
A településnek 1857-ben 339, 1910-ben 374 lakosa volt. Verőce vármegye Eszéki járásához tartozott. Az 1910-es népszámlálás adatai szerint lakosságának 98%-a horvát, 2%-a német anyanyelvű volt. A település az első világháború után az új szerb-horvát-szlovén állam, majd később (1929-ben) Jugoszlávia része lett. A második világháború után Boszniából és a horvát Zagorje vidékéről újabb horvátok érkeztek a településre. 1991-ben lakosságának 96%-a horvát nemzetiségű volt. 2011-ben 291 lakosa volt. A falu központjában új horvát ház épült, ebben lett elhelyezve a tűzoltószerház, egy közösségi tér, rendezvényterem, ifjúsági klub és bolt is. A legfiatalabbak rendelkezésére nagy játszótér áll a falu központjában.

## Lakossága
| Lakosság változása | Lakosság változása | Lakosság változása | Lakosság változása | Lakosság változása | Lakosság változása | Lakosság változása | Lakosság változása | Lakosság változása | Lakosság változása | Lakosság változása | Lakosság változása | Lakosság változása | Lakosság változása | Lakosság változása | Lakosság változása |
| ------------------ | ------------------ | ------------------ | ------------------ | ------------------ | ------------------ | ------------------ | ------------------ | ------------------ | ------------------ | ------------------ | ------------------ | ------------------ | ------------------ | ------------------ | ------------------ |
| 1857               | 1869               | 1880               | 1890               | 1900               | 1910               | 1921               | 1931               | 1948               | 1953               | 1961               | 1971               | 1981               | 1991               | 2001               | 2011               |
| 339                | 352                | 329                | 346                | 400                | 374                | 351                | 334                | 305                | 326                | 368                | 328                | 283                | 318                | 307                | 291                |

## Gazdaság
A helyi családi gazdaságok tulajdonosai állattenyésztéssel, üvegházi növénytermesztéssel, zöldségtermesztéssel és egyéb tevékenységekkel foglalkoznak.

## Nevezetességei
Szent Máté evangélista tiszteletére szentelt római katolikus temploma 1941-ben épült, a veliskovcei plébánia filiája. Néhány éve teljesen felújították, új nyílászárókat és fűtőrendszert szereltek be. Búcsúját szeptember 21-én tartják.

## Kultúra
A KUD „Ante Evetović Miroljub” Veliskovce, Gát és Tiborjánc kulturális és művészeti egyesület 1990-ben alakult. Jelenleg mintegy 80 aktív tagot számlál, akik tamburazenekar, énekkar és színjátszó csoportokban tevékenykednek.

## Oktatás
A helyi tanulók a szomszédos Veliskovcéra járnak iskolába.

## Sport
Az NK Mladost Tiborjanci labdarúgóklubot 1951-ben alapították.

## Egyesületek
- A település önkéntes tűzoltó egyesületét 1929-ben alapították.
- Az UM „Ne zaboravi” ifjúsági egyesületet 2009-ben alapították 15 aktív és számos inaktív taggal a hagyományos mesterségek, népszokások, népdalok, néptáncok és népi játékok ápolására.
- A belistyei „Vepar” vadásztársaságnak vadászháza áll itt.